# بشير أتالاي
بشير أتالاي (بالتركية: Beşir Atalay)‏ (1947 - ) سياسي تركي شغل منصب نائب رئيس وزراء تركيا في حكومة رجب طيب أردوغان من 2011 إلى 2014. كما شغل من قبل منصب وزير الداخلية في الفترة من 28 أغسطس 2007 إلى 14 يوليو 2011.